# Daniel Sennert

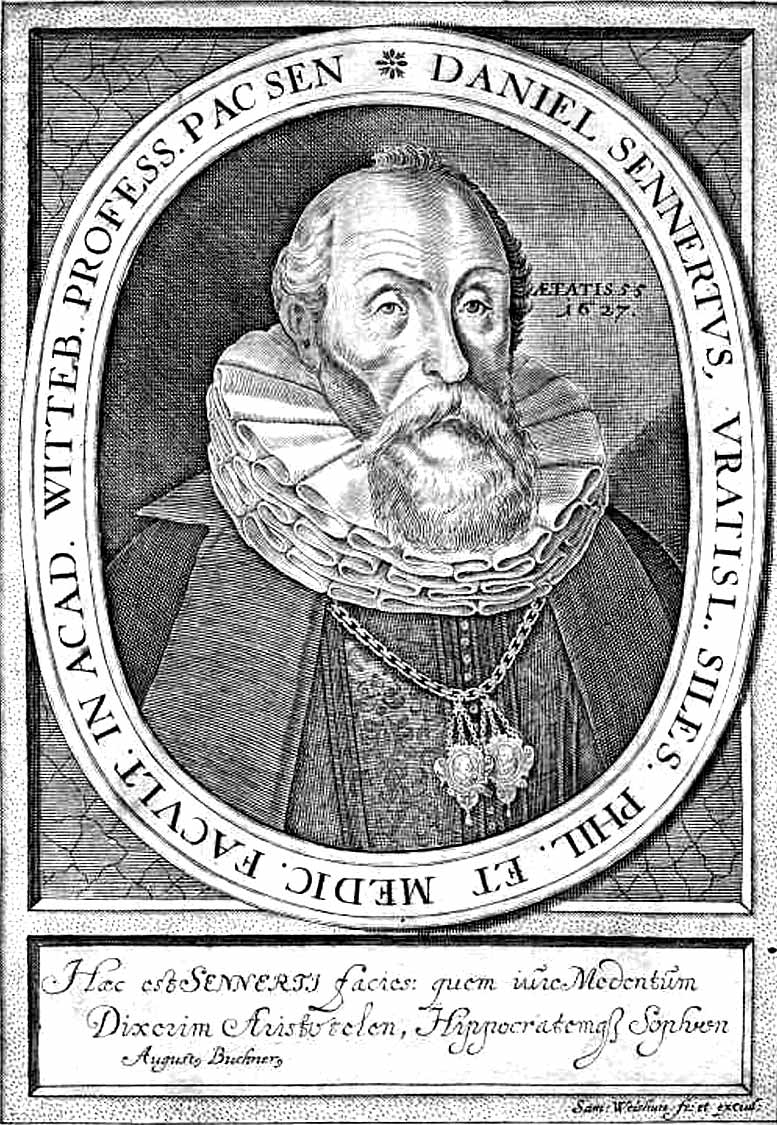
Daniel Sennert, Kupferstich aus Institutionum medicinae libri V

Daniel Sennert (* 25. November 1572 in Breslau; † 21. Juli 1637 in Wittenberg) war ein deutscher Arzt und Hochschullehrer in Wittenberg. Sennert setzte sich für die Einführung der Chemie in die Medizin (Iatrochemie) ein und genoss als Mediziner hohes Ansehen. Er gehörte zu den Einern der verschiedenen Stofflehren im frühen 17. Jahrhundert und setzte sich – mit David van Goorle (David Gorlaeus; 1591–1612) – für die Verbreitung der Atomistik ein. Joachim Jungius und Robert Boyle entwickelten die von ihm publizierten Ideen weiter. Sennert war einer der Mitbegründer der Iatrophysik.

## Leben
Der Sohn des Bürgers und Schuhmachers Nikolaus Sennert und seiner Frau Katharina Hellmann aus Zotten verlor seinen 80-jährigen Vater mit 13 Jahren. Seine Mutter wandte für die Erziehung die gesamten Ersparnisse auf und so genoss er seine Grundausbildung in seiner schlesischen Heimatstadt Breslau. Sie ermöglichte ihm, 1593 ein Studium der Artes liberales an der philosophischen Fakultät der Universität Wittenberg zu beginnen, wo er sich am 6. Juni in die Matrikel einschrieb. Am 3. April 1598 erwarb Sennert den akademischen Grad eines Magisters.
Statt wie geplant in den Schuldienst einzutreten, wandte sich Sennert in Wittenberg dem Studium der Medizin zu. Um sich in die Praxis einführen zu lassen, ging er 1601 nach Berlin und schloss sich dem Arzt Johann Georg Magnus an. Auf dessen Rat hin promovierte er am 3. Juli 1601 in Wittenberg zum Lizentiaten und wurde am 8. September 1601 zum Doktor der Medizin ernannt. Am 15. September 1602 wurde er als Professor für Medizin zum Nachfolger von Jan Jessenius, der nach Prag wechseln wollte, ernannt. Von nun an las er über Anatomie, wobei er die inneren Krankheiten zu seinem Spezialgebiet machte.
In den Auseinandersetzungen der Mediziner versuchte er zwischen den alten Anschauungen (der Galenisten) und den neuen der Anhänger des Paracelsus, den Paracelsisten, zu vermitteln. Dennoch reformierte Sennert die Arzneimittellehre und integrierte diese, aufbauend auf die Erkenntnisse des Paracelsus, ins Studium der Medizin. Durch seine Arbeit wurde er daher auch von Personen aus weit entfernten Ländern geschätzt. Sennert war Präses bei zirka 100 Disputationen. Von seinen Respondenten erlangten 16 das medizinische Lizentiat und den medizinischen Doktorgrad. Seinen Schülern Laurentius Eichstädt, Simon Pauli und Wolfgang Schaller wurden ebenfalls Professuren übertragen.
Sein Ansehen spiegelt sich auch in der Ernennung zum Leibarzt von Johann Georg I. von Sachsen 1628 wider. Nachdem er mehrmals das Dekanat der medizinischen Fakultät in Wittenberg verwaltet hatte, war er 1605 Pro-, 1611, 1617, 1623, 1629, 1635 Rektor der Akademie. Er überstand sechs Pestepidemien, die in Wittenberg wüteten. Bei der letzten jedoch infizierte er sich, bekam Kälteschauer, Schwitzanfälle und verweigerte die Nahrung. Er schlief nicht, phantasierte und redete unaufhörlich von seinen Patienten, bis er verstarb.

## Wirken
Sennert widmete sich hauptsächlich den inneren Krankheiten. Ihm kommt das Verdienst zu, als einer der ersten den Scharlach als eigene selbständige Krankheit erkannt und beschrieben zu haben. Ferner hat er die Vornahme des (ersten sicher nachweisbaren) Kaiserschnittes, den der Wittenberger Wundarzt Jeremias Trautmann im Jahre 1610 in Wittenberg ausführte, beschrieben. Durch sein Eintreten für die von Paracelsus vertretene revolutionäre „chemische“ Anschauung in der Heilmittellehre förderte er diese und wirkte in hohem Maße anregend auf die Weiterbildung der Chemie und ihre Einführung in die Medizin und die des Chemieunterrichts an der Medizinischen Fakultät.
Seine naturwissenschaftlichen Schriften haben ihm neben den medizinischen Werken – sechs Bände über „praktische Medizin“ und vier Bände über „fieberhafte Krankheiten“ – Ansehen verschafft. Wie gesucht und begehrt seine Schriften waren, geht daraus hervor, dass man noch Jahre nach seinem Tod seine gesammelten Werke in Lyon (Frankreich) im Druck erscheinen ließ.
Sennert versuchte, verschiedene naturwissenschaftliche Lehren miteinander zu verbinden, was ihm viel Kritik einbrachte. Seine Hinwendung zur Atomistik und seine Lehre von der Unsterblichkeit der Tierseelen, die nach seiner Vorstellung „per traducem“ mit dem Samen von einer Generation auf die nächste übergingen, führten Johann Freitag zum Vorwurf der Ketzerei, doch die „Gutachten“ theologischer Fakultäten fielen günstig für ihn aus und ein Schicksal wie es Giordano Bruno, Galileo Galilei und andere traf, blieb ihm erspart. Zudem beschrieb Sennert als erster die Infektionskrankheit Scharlach und war neben Pierre Gassendi der bedeutendste Verfechter der Atomistik im 17. Jahrhundert.
In seinen naturwissenschaftlich-philosophischen Werken verschmolz Sennert verschiedene kontroverse Ideen und führte Stoffe auf kleinste formbegabte Teilchen zurück, wobei er die Formen als zentrales Wirkprinzip in allen Körpern der Natur hierarchisch anordnete. Die Form des Tieres beispielsweise, die Tierseele, beherrscht die einfacheren Stoffe, aus denen sich der Körper zusammensetzt. Wenn das Tier stirbt, übernehmen diese untergeordneten Formen die Herrschaft. Die Atome sind hier als die jeweils kleinsten Körper zu verstehen, in denen eine bestimmte Form noch bestehen kann, während die Form bei einer weiteren Teilung der Materie verloren geht. Die Möglichkeit einer unendlichen (mathematische) Teilung der Körper lehnt er ab, wenn er schreibt, dass „… die Natur bei der Auflösung und Erzeugung der Körper bei bestimmten kleinsten Teilchen haltmacht“. Unter Elemente verstand Sennert noch nicht jene Grundstoffe, die nach neuzeitlicher Definition so bezeichnet werden, sondern griff auf die Vier-Elemente-Lehre (Feuer, Wasser, Luft und Erde) von Aristoteles bis Galenos zurück.

## Familie
Sennert war drei Mal verheiratet:
Seine erste Eheschließung erfolgte 1603 mit Magaretha, der Tochter des Andreas Schato (1539–1603). In dieser Ehe wurden fünf Söhne und zwei Töchter geboren, wovon zwei Söhne und eine Tochter ihren Vater überlebten. Bekannt geworden sind die Söhne Andreas Sennert, Daniel Sennert der Jüngere und  Michael Sennert. Sein Sohn Daniel studierte 1632 in Padua Medizin und starb dort als Consiliar der Deutschen Nation. Margaretha Sennert (* 14. Oktober 1609 in Wittenberg; † 9. Juli 1662 in Dresden) heiratete 1630 den sächsischen Leibarzt Laurentius Pabst (* 26. Juli 1599 in Wien; † 9. März 1672 in Dresden). Andreas Tochter Maria Dorothea (1662–) war mit dem Kieler Medizinprofessor Johann Daniel Maior (1634–1692) verheiratet. Margaretha Schatos Schwester, Anna, war mit dem Professor in Gießen und Breslaur Stadtarzt Michael Döring verheiratet.
Am 22. August 1626 heiratete Sennert Helena (* 20. April 1582 in Stendal; † 14. Januar 1632 in Wittenberg), die Tochter des Stendaker Arztes und späteren kursächsischen Hofarztes Georg Burenius (Bauer) und seiner Frau Helena Weller von Molsdorf, der Witwe des Dresdner Bürgers und Gastwirtes Hieronymus Frost. Der Großvater von Sennerts zweiter Frau war der Leibarzt Salomon Alberti. Aus dieser Ehe sind keine Kinder bekannt.
Die dritte Ehe schloss er am 28. Mai 1633 mit Magaretha Cramer aus Leipzig, der Witwe des altenburgischen Hofpredigers Lic. Johannes Cramer. Nach Sennerts Tod heiratete Margaretha den Leipziger Arzt Franz Kesten.

## Schriften (Auswahl)
- Epitome scientae naturalis. Heiden, Wittenberg 1618. (Digitalisat) Englisch London 1661
- De Chymicorum cum Aristotelicis et Galenicis consensu ac dissensu liber cui accessit appendix de constitutione chymicae autore. Schurer, Wittenberg 1619. (Digitalisat)
- Disputatio De Natura Chymiae et Chymicorum Principiis. Auerbach, Witteberg 1629. (Digitalisat)
- Hypomnemata physica. I. De rerum naturalium principiis. II. De occultis qualitatibus. III. De atomis & mistione. IV. De generatione, viventium. V. De spontaneo viventium ortu. Schleich, Frankfurt 1636. Digitalisat
- Quaestionum medicarum controversarum liber. Cui accessit Tractatum de Pestilentia. Henckel, Wittenberg 1609. (Digitalisat)
- Institutionum medicinae libri V. Schurer, Wittenberg 1620. (Digitalisat der 2. Ausgabe)
  - Institutiones medicinae. Wittenberg 1628.
- De febribus libri IV. Schürer, Wittenberg 1628. (Digitalisat)
- Practicae medicinae libri VI. Schürer, Wittenberg 1628. (Digitalisat Band 1), (Band 2), (Band 3), (Band 4), (Band 5), (Band 6)
- De scorbuto tractatus. Schurer, Wittenberg 1624. (Digitalisat)
- De dyssenteria tractatus. Wittenberg 1526.
- Disputatio De occultis medicamentorum facultatibus. Henckel, Wittenberg 1610.
- Epitome Institutionum medicinae et Librorum De febribus Danielis Sennerti. Frambotti,  [S.l.] Patavii 1644. Digitale Ausgabe der Universitäts- und Landesbibliothek Düsseldorf.